# Love & Peace: Burning Spear Live!
Love & Peace: Burning Spear Live! – trzeci album koncertowy Burning Speara, jamajskiego wykonawcy muzyki reggae.
Płyta została wydana w roku 1994 przez amerykańską wytwórnię Heartbeat Records. Znalazły się na niej nagrania z trasy koncertowej Speara po USA w roku 1993. Produkcją krążka zajął się sam wokalista.
W Europie album ukazał się pod nazwą Live 1993: Love & Peace, nakładem francuskiego labelu Déclic Communication.

## Lista utworów
1. "The Sun"
2. "I Stand Strong"
3. "Come Come"
4. "Take A Look"
5. "Mek We Dweet"
6. "Great Men"
7. "Jah Kingdom"
8. "Mi Gi Dem"
9. "Peace"

## Muzycy
- Lenford Richards - gitara
- Linvall Jarrett - gitara rytmiczna
- Paul Beckford - gitara basowa
- Alvin Haughton - perkusja
- Nelson Miller - perkusja
- Jay Noel - keyboard
- James Smith - trąbka
- Charles Dickey - puzon
- Mark Wilson - saksofon